# Loa thông minh
Loa thông minh (Smart Speakers) là một loại một thiết bị phát lại âm thanh không dây và thông minh (thiết bị điều khiển bằng giọng nói (voice command device)) với một trợ lý ảo tích hợp (trí tuệ nhân tạo) sử dụng nhiều loại kết nối để cung cấp các hoạt động tương tác.

## Nguyên thủy
Mục đích ban đầu của loa thông minh là cung cấp nội dung âm thanh không dây từ thư viện truyền thông của người dùng, có thể ở các dạng khác nhau và từ các dịch vụ âm nhạc trực tuyến. Không giống như bất kỳ loại sản phẩm điện tử nào, loa thông minh khác nhau rất nhiều trong các tính năng, thiết kế và chất lượng.

## Kết nối và tính năng
Một số loa thông minh có tính năng kích hoạt bằng giọng nói sử dụng Wi-Fi, Bluetooth và các chuẩn giao thức không dây khác để mở rộng phạm vi sử dụng ngoài khả năng phát lại âm thanh, như để điều khiển các thiết bị tự động hóa tại nhà như đèn đuốc, rèm cửa, thiết bị điều hòa không khí, hệ thống âm thanh, truyền hình. Chẳng hạn như loa thông minh Amazon Echo dùng phần mềm trợ lý ảo Alexa (Alexa Voice Services). AVS cho phép tương tác bằng giọng nói với các hệ thống khác nhau trong môi trường và trực tuyến.

## Bảo mật
Giống như nhiều thiết bị thông minh khác, loa thông minh cũng có những mối quan tâm về bảo mật và riêng tư, đặc biệt với những thiết bị sử dụng micrô để nhận diện giọng nói. Nhiều dịch vụ tải lên dữ liệu giọng nói đến các máy chủ qua Internet. Các chuyên gia bảo mật riêng tư bày tỏ mối quan tâm rằng, chính các công ty sản xuất các loa thông minh cũng được biết đến là thu thập dữ liệu người dùng.

## Hình ảnh
- Loa thông minh Amazon Echo màu đen đời đầu tiên
- Loa thông minh Google Home
- Loa thông minh Amazon Echo Show trắng